# Українська демократична партія
Украї́нська демократи́чна па́ртія (УДП) — українська політична партія, створена в 1904  у Києві з членів Загальної Української Безпартійної Демократичної Організації (ЗУБДО).

## Опис
Постала як результат ідейно-організаційної трансформації першого політичного об'єднання поміркованої української інтелігенції — Всеукраїнської загальної організації (ВУЗО, відомі й інші варіанти її назви), створеної у 1897 році, організації хай і нелегальної, але доволі далекої від політичної боротьби, з невиразними цілями і культурницькою за змістом діяльністю.
Восени 1904 черговий з'їзд перейменував ВУЗО в Українську демократичну партію і затвердив її платформу, яка була опублікована у Львові.
Програма УДП передбачала скасування абсолютизму в Росії та заведення конституційного ладу (під впливом «кадетів»), автономію України з українським крайовим сеймом, впровадження української мови в шкільництво, судівництво, адміністрацію. Серед лідерів УДП були Євген Чикаленко, Олександр Лотоцький, В. Чеховський.
Початково УДП була організаційно слабкою. Ситуація ускладнилася спробою партійної «молоді» народницького напрямку, головним чином киян (Борис Грінченко, Сергій Єфремов, Модест Левицький, Осип Юркевич та ін.) створити окреме політичне об'єднання на радикальнішій платформі. Розкол і відокремлення Української радикальної партії загальмували процес будівництва УДП.
На початку цілком незаперечним є існування громад УДП тільки у трьох містах Лівобережжя — Полтаві, Чернігові й Лубнах.
Полтавська громада залишалась однією з найдіяльніших у партії. Її лідерами були М. Дмитрієв, Г. Ротмистров, якийсь час і Л. Жебуньов. Помітну роль відігравали також Л. Падалка, І. Панченко, П. Чижевський, Панас Мирний та інші. Протягом 1905 — початку 1906 років склад громади посилився за рахунок Г. Коваленка й Олени Пчілки, котрі переїхали до Полтави, а також В. Кошового і А. Кучерявенка, які перейшли з РУП. Про роль місцевої громади свідчить той факт, що принаймні два партійні з'їзди — влітку 1905 та 1906 років — були проведені в Полтаві. На останньому була обрана Рада УДРП з осідком у Полтаві.
У роки революції 1905 Чернігівська громада зазнала втрат. Місто залишили Г. Коваленко, А. Шелухин, Лихнякевич. Частина громадівців, залишаючись у Чернігові відійшла від участі в партійному житті. Окрім визнаного лідера І. Шрага, у той час особливо помітним був М. Коцюбинський. Епізодично брав участь у роботі організації один із керівників УДП О. Русов. Кількість членів Чернігівської громади була приблизно такою, як і в Полтавській. Реальна чисельність громади була вищою, але напевне не виходила за межі трьох-чотирьох десятків. Так, вітальну адресу громади до фінляндського сейму в січні 1905 року підписали 39 осіб. На установчих зборах Чернігівської «Просвіти» (грудень 1906 р.) були присутні 50 осіб, але серед них були й непартійні.
У 1905 виникла громада УДП на чолі з комітетом і в Харкові. Крім М. Сумцова, до організації в університеті могли належати Д. Ткаченко, А. Зайкевич, М. Пильчиков, можливо й Д. Багалій. Наприкінці 1906 року до складу Харківського комітету, очевидно, ввійшов відомий діяч УДРП К. Мацієвич, котрий переїхав до міста.
З повітових міст Лівобережжя збереглась і діяла як партійна організація Лубенська громада. Її чисельність і склад у роки революції невідомі. Незмінним керівником залишався В. Шемет, котрий водночас належав і до УНП.
Організація чи група УДП діяла протягом певного часу у Миргородському повіті. Тут працювали члени партії В. Самійленко, С. Пасічниченко, М. Кочура, В. Янкевич, а також близькі до неї А. Шумейко, М. Шульга, М. Бакало та інші, яких партійний орган «Рідний край» називав безпартійними українським поступовцями, прихильними до УДРП або лівішими кадетів. Активна діяльність партії фіксувалась поліцією в селах повіту, особливо в Яреськах (тут була дача М. Дмитрієва, де він і загинув у 1908) і Шишаках.
У Прилуках помітну роль у суспільному житті відігравали члени УДП Ф. Назаріїв (батько відомого діяча РУП-УСДРП Олекси Назаріїва) і Титаренко. У м. Переволочна мешкала сім'я Зленків, помічена поліцією у зберіганні й поширенні літератури УДП. Принаймні один із них — К. Зленко — належав до партії, був активним дописувачем її періодики.
У низці повітів Полтавщини діяли поодинокі члени партії. Це М. Онацький — у Гадяцькому (с. Бірки), Чорнуха — у Зіньківському, А. Геращенко — у Полтавському (с. Мачухи), П. Оправхата — у Пирятинському (с. Кононівка). У власних маєтках на Лівобережжі час від часу перебували й при цьому вели партійну роботу Є. Чикаленко (у Кононівці Пирятинського повіту), О. Русов (в Олешні Городнянського повіту Чернігівщини).
«Сліди» діяльності УДП (агітація, література, участь у виборах до Думи), які вказують на присутність членів партії, є також у Золотоніському, Роменському, Кременчуцькому повітах Полтавщини.
У цілому на Лівобережжі партія була більш-менш широко представлена хоча б на рівні невеликих груп чи окремих діячів тільки в Полтавській губернії (принаймні в 10 повітах з 15); на Чернігівщині її діяльність обмежувалась кількома населеними пунктами в 3–4 повітах із 15, а на Харківщині — тільки губернським містом.
Пожвавлення організаційної діяльності припадає на осінь 1905 року Воно збіглося зі злиттям УДП і УРП в єдину партію, що само по собі спричинило посилення уваги до партійного будівництва. Стимулювальними чинниками були також проголошені Маніфестом 17 жовтня політичні свободи, інтенсивне зростання інших партій. Об'єднавчий з'їзд відбувся у листопаді 1905 року. Лубенський «Хлібороб» 28 листопада опублікував замітку «З'їзд Української радикально-демократичної партії», де повідомив про його рішення об'єднати УДП і УРП і привітав «сполучену партію (демократично-радикальну)».
Фактично відразу після заснування УДРП стала діяти відкрито, напівлегально (оскільки офіційно вона не була зареєстрована, а отже, й не легалізована). Питання про легалізацію партії розглядалось на з'їзді 17–18 квітня 1906 р. Констатувавши, що «попередня організація українських громад, пристосована до часів неволі, не відповідає потребам часу, спиняє розвиток і діяльність партії», його делегати поставили завдання досягти, щоб партія «всюди, де є її члени, діяла легально».
У той час існувала своєрідна практика подвійного членства, коли немало діячів УДРП, причому, як правило, провідних, належали до інших партій: найбільше конституційно-демократичної (І. Шраг, М. Онацький, П. Чижевський, М. Сумцов та ін.), а також УНП (В. і М. Шемети), можливо, й УСДРП (М. Вороний, співпрацював і М. Коцюбинський). Це явище набуло загрозливого характеру, внаслідок чого до затвердженої у жовтні 1906 року чергової редакції статуту УДРП було включено пункт про неприпустимість членства в інших партіях.
У роботі партійного з'їзду в жовтні 1906 р. взяли участь представники губернських комітетів з Києва, Полтави, Чернігова, Харкова, Одеси, Катеринослава, Катеринодара і Петербурга, а також, як зазначено в газетній інформації, «деяких повітових міст». Це є свідченням і нечисленності повітових осередків, і невизначеності їхнього статусу. Партія проводила соціальні роботи, часто скликала учасників на збори для вирішення організаційних питань.